# Томнатик
Томнатик (рум. Tomnatic) је село и једино насеље истоимене општине Томнатик, која припада округу Тимиш у Републици Румунији.

## Положај насеља
Село Томнатик се налази у источном, румунском Банату, на 20 километара удаљености од Србије. Од Темишвара село је удаљено око 55 km. Сеоски атар је у равничарском делу Баната.

## Историја
По "Румунској енциклопедији" ту је било некад средњовековно насеље Срба и Румуна, под називом "Нађиуз".
Аустријски царски ревизор Ерлер је 1774. године констатовао у свом извештају да место "Триебсветер" припада Тамишком округу, Чанадског дистрикта. Ту је римокатоличка црква а становништво је било немачко.

## Становништво
По последњем попису из 2002. село Томнатик имало је 3.088 становника, од чега Румуни чине 80% и Роми 10%. До пре 50ак година село је било претежно насељено Немцима, који данас чине свега 5% становништва. Последњих деценија број становништва опада.